# Lingua dei segni nicaraguense
La lingua dei segni nicaraguense (o ISN, Idioma de Señas de Nicaragua o idioma de signos nicaraguense in spagnolo) è una lingua dei segni sviluppata spontaneamente da bambini sordi in numerose scuole del Nicaragua occidentale negli anni settanta e ottanta. È di particolare interesse per i linguisti perché offre un'opportunità unica di studiare la nascita di una nuova lingua.

## Storia
Prima degli anni settanta, non c'erano comunità di sordi in Nicaragua. I sordi erano largamente isolati gli uni dagli altri e usavano dei semplici sistemi di segni e gesti casalinghi per comunicare con le loro famiglie e con i loro amici. Le condizioni necessarie affinché si sviluppasse una lingua maturarono nel 1977, quando un centro per l'educazione dei diversamente abili creò un programma di educazione per giovani sordi che fu seguito, inizialmente da 50 bambini. Il numero di studenti della scuola (a Managua, nelle vicinanze di San Judas) crebbe a 100 fino al 1979, anno della rivoluzione sandinista.
Nel 1980, un'altra scuola aprì a Managua, questa volta si trattava di una scuola per adolescenti che fu chiamata Villa Libertad. Nel 1983 c'erano 400 studenti sordi nelle due scuole. Inizialmente, il programma di apprendimento della lingua enfatizzava lo spagnolo parlato e la lettura delle labbra, mentre l'uso dei segni da parte degli insegnanti era limitato all'utilizzo di semplici segni per indicare le lettere dell'alfabeto manuale o della dattilologia.
Il programma ebbe uno scarso successo, con molti studenti che non riuscivano a cogliere il significato delle parole. Comunque, i momenti in cui i bambini rimanevano linguisticamente sconnessi dai loro insegnanti: nel parco giochi, nei corridoi e sullo scuolabus crearono l'occasione di comunicare tra loro. Questa comunicazione avvenne tramite una combinazione di gesti e elementi del sistema di segni casalinghi, e creò dapprima un sistema di comunicazione simile a quello di due stranieri che cercano di capirsi, poi una lingua ben chiara frutta della fusione dei linguaggi di partenza.
I bambini stavano creando la loro lingua. Il primo stadio è stato definito lenguaje de signos nicaragüense (LSN), ed è ancora utilizzato da alcuni di coloro che erano già adolescenti quando iniziarono a frequentare la scuola.
Lo staff della scuola, ignaro della creazione della nuova lingua, vedeva i bambini gesticolare come mimi e fallire nell'apprendere lo spagnolo. Incapaci di capire cosa i bambini si stavano dicendo, essi chiesero un aiuto esterno e nel giugno del 1986 il Ministero dell'educazione contattò Judy Kegl, una linguista della lingua dei segni americana dalla Northeastern University. Appena Kegl e gli altri ricercatori cominciarono ad analizzare la lingua, notarono che i bambini più piccoli avevano portato la semplice lingua dei bambini più grandi ad un alto livello di complessità, con accordo tra verbo e soggetto e altre convenzioni grammaticali. Questa lingua complessa dei segni è oggi conosciuta come idioma de señas de nicaragua (ISN).
Recentemente, articoli su questo caso sono apparsi su Science e altri giornali e hanno ricevuto l'attenzione delle radio.

## L'ISN e la linguistica
L'ISN rappresenta la formazione di una nuova lingua senza una comunità adulta di persone madrelingua, che è un'eventualità praticamente mai osservata prima.
Alcuni linguisti interpretano quello che è accaduto a Managua come una prova del fatto che l'acquisizione del linguaggio si svolga in base a strutture insite nel cervello umano. "Il caso del Nicaragua è assolutamente unico nella storia", sostiene Steven Pinker, autore de L'istinto della lingua. "Abbiamo potuto osservare come siano i bambini - non gli adulti - a generare la lingua, e abbiamo avuto la possibilità di studiare il processo in grande dettaglio. Ed è la prima e unica volta che abbiamo davvero visto una lingua venire creata dal nulla".
Dal 1990, molti altri ricercatori hanno cominciato a studiare e pubblicare articoli sullo sviluppo di questa unica lingua e sulla comunità (tra cui Ann Senghas, Marie Coppola, Richard Senghas e Laura Polich). Anche se ognuno ha la propria teoria sulla nascita e lo sviluppo della lingua, tutti sono d'accordo nell'affermare che il fenomeno in analisi è una delle fonti più ricche mai scoperte sull'origine di una forma di comunicazione orale.

### Imperialismo linguistico
A partire dall'inizio delle sue ricerche nel 1986, fino alla radicazione profonda della lingua gestuale nicaraguense, la ricercatrice Kegl evitò con prudenza l'introduzione di linguaggi gestuali, con cui aveva più familiarità, nella comunità di sordi nicaraguense, in particolare la lingua dei segni americana (ASL). Infatti, una specie di imperialismo linguistico occupava i luoghi in cui alcuni individui avevano introdotto l'ASL nelle popolazioni di sordi locali, spesso, distruggendo i linguaggi gestuali preesistenti nel luogo.
La politica della Kegl, quindi, fu quella di documentare e studiare la lingua piuttosto che imporlo o cambiarlo. Comunque, documentò il contatto e l'influenza con altre lingue dei segni che cominciarono agli inizi degli anni novanta, e continuano tuttora ad influenzare l'ISN come qualsiasi lingua che viene a contatto con un'altra.
Alcuni esperti hanno, comunque, preso nota di ciò che hanno identificato come "l'etica dell'isolamento dei bambini nicaraguensi". Felicia Ackermann, professoressa di filosofia alla Brown University, scrisse una lettera al Times manifestando la sua opposizione: "A proposito della paura di Kegl di uccidere la lingua indigeno", scrive la Ackerman, "è evidente, lei vuole uccidere i progetti di vita di questi bambini, rendendoli inabili a comunicare con il resto del mondo.".
Al contrario la Kegl e suo marito, lavorando all'interno del progetto lingua dei segni nicaraguense, non hanno solo lavorato per documentare e aiutare la lingua natia, ma la sua organizzazione, il progetto lingua gestuale nicaraguense, ha anche raccolto e distribuito fondi per costruire una scuola per sordi sulla costa atlantica del Nicaragua, in cui lavorano soltanto insegnanti sordi nicaraguensi, ha supportato questi insegnanti nell'addestramento di altri insegnanti nelle altre scuole del Nicaragua, ha portato numerosi studenti e insegnanti sordi dal Nicaragua negli Stati Uniti per lo sviluppo di un curriculum più grande e l'addestramento di insegnanti, e ha permesso a questi sordi di partecipare a conferenze internazionali come "The Theoretical Issues In Linguistic Research Conference" ad Amsterdam e a Washington.